# 度量衡法
度量衡法（どりょうこうほう）とは、日本にかつて存在した度量衡の法律。度量衡の単位、度量衡計測機器の構造・検定・事業者などについて定めた。強行法規であるが、商取引や公的証明のみを対象としている。

## 経緯
本法の前身は、度量衡取締条例（明治8年太政官達第135号）である。
本法は、1891年（明治24年）3月24日に公布され、本法附則17条の規定によって、1893年（明治26年）1月1日から施行された（明治24年法律第3号）。
本法は、1909年（明治42年）3月8日に全部改正され、改正法は、度量衡法施行期日ノ件（明治42年勅令第168号）によって、1909年（明治42年）7月1日から施行された。
その後、本法は、計量法（1951年（昭和26年）6月7日公布）の施行（1952年（昭和27年）3月1日）に伴って、廃止された。
制定当時、原則としては尺貫法であったが、既に日本は1886年（明治19年）にメートル条約に加盟していたために、尺と貫はメートル原器・キログラム原器から換算する方法を採り、メートル法も公認されるという二元的な単位体系を取っていた。例えば1尺はメートル原器の標線間の長さの10/33とし、1貫はキログラム原器の質量の15/4と定められた。このうち尺については享保尺から導出される折衷尺の長さ（1尺＝30.304センチメートル）に準じ、貫、匁については新貨条例および度量衡取締条例で1戔（匁）= 3.756521グラムと規定されていたものを、換算の便宜を図ってメートル法に基づく数値に変更したのである。
だが、イギリス・アメリカではヤード・ポンド法が広く使われていたために、1909年（明治42年）の改正度量衡法（明治42年法律第4号）第20条と度量衡施行令（明治42年勅令第169号）によってこれも公認され、3単位体系の並立という状態を生み出して混乱が生じた。
第一次世界大戦下の好況を通じて工業国として成長した日本は、日本製品をより広く売っていくために単位体系を一元化して工業品規格の統一を進める方針を固めた。これを受けて1919年（大正8年）には圧力・温度・比重単位の規定が追加され、1921年（大正10年）4月11日にメートル法に一本化する度量衡法中改正法律（大正10年法律第71号）が公布された。改正法の附則では「従来慣用の度量衡（尺貫法およびヤード・ポンド法）は勅令の定めにより当分の間使用することができる」と定められ、「大正十年法律第七十一号施行期日ノ件」（大正13年勅令第116号）で改正法は1924年（大正13年）7月1日施行、官庁向けには10年、一般向けには20年の猶予を設けることと定められた。だが、国粋主義者による尺貫法擁護運動にさらされて、統一期日は何度も変更され、国家主義の台頭とともに事実上無期延期された。
戦後、事業者の許可制を免許制に改め、範囲も33種類の単位に広げた計量法が代わって施行される事になるが、メートル法統一問題は計量法体制下に持ち越される事になった。